# Свиняча війна
Свиняча війна (серб. Свињски рат/Svinjski rat; 1906-1908) або митна війна — це торгова війна між Австро-Угорщиною і Королівством Сербією, в ході якої Австро-Угорщина ввела безрезультатну митну блокаду проти Сербії.

## Передумови
На початку XX століття Сербія була економічно залежна від Австро-Угорської імперії:
- австрійська частка в сербському експорті сягала 86 % (основна стаття експорту — свинина);
- зростав державний борг, основним кредитором якого була Австро-Угорщина.

Сербія спробувала позбутися економічної та політичної залежності від Габсбургів та налагодити торговельні зв'язки з Францією та Болгарією. Зокрема, вона почала замінювати імпортне австро-угорське військове спорядження французьким, а також у 1905 уклала митний союз із Болгарією, внаслідок якого австрійські товари, обкладені митом, через високу ціну перестали продаватися на сербському ринку. Після цього Відень вирішив покарати сербів економічними санкціями.

## Історія
У квітні 1906 Австрія закрила кордони для сербської свинини. Сербія заручилася французькими інвестиціями на будівництво нових м'ясокомбінатів для міжнародної торгівлі, почала замовляти матеріали у австрійського суперника — Німецької імперії та чинити тиск на керовані Австро-Угорщиною провінції Боснії та Герцеговини на торговій точці в Адріатичному морі.
У березні 1908 Австро-Угорщина здалася. Росія підтримувала дії Сербії, і війни між Австро-Угорщиною та Росією вдалося уникнути лише через німецький ультиматум у 1909 з вимогою припинення російської допомоги Сербії.

## Підсумки
Сербія зуміла переорієнтувати свій експорт на інші ринки, що зменшило її залежність від Австро-Угорщини. Частка Австро-Угорщини в сербському експорті впала з 86 до 15%.